# Kārsava
Kārsava (lettgallisch Kuorsova; deutsch Karsau, russisch bis 1917 Korsowka) ist eine Stadt in der Region Lettgallen im östlichen Teil von Lettland nahe der Grenze zu Russland.

## Geschichte
Die Gegend war etwa seit dem 8. Jahrhundert vom Stamm der Lettgallen besiedelt. Kārsava war ein größerer Ort mit mehreren befestigten Burghügeln. Bis 1763 residierte hier ein örtlicher Kral. In diesem Jahr wurde auf dem Gebiet des Guts Malnava eine katholische Kirche erbaut.
1793 fiel Polnisch-Livland an Russland und Kārsava wurde Teil des Gouvernement Witebsk. Der Ort befand sich an der Poststraße von Rēzekne nach Ostrow und entwickelte sich zu einem Zentrum des Handels. Im Russlandfeldzug Napoleons wurde der Ort schwer verwüstet. 1836 wurde eine Chaussee von Sankt Petersburg nach Warschau gebaut. 1860 folgte eine Eisenbahnstrecke. Dies brachte wirtschaftlichen Aufschwung für Kārsava, welches an beiden Strecken liegt.
Nach dem Ersten Weltkrieg kam das Gebiet um Kārsava 1920 zum unabhängig gewordenen Lettland. 1928 wurden die Stadtrechte verliehen.
Der Bezirk Kārsava (Kārsavas novads) bestand durch eine Neustrukturierung Lettlands seit 2009 aus der Stadt Kārsava und den Gemeinden Goliševa, Malnava, Mērdzene, Mežvidi und Salnava. 2021 ging er im Bezirk Ludza auf.

## Verkehr
- Kārsava hat einen auf dem Gebiet des Nachbarortes Bozova gelegenen Bahnhof an der 1860 eröffneten Bahnstrecke Rēzekne–Kārsava, die nach Einstellung des Personenverkehrs im Jahr 1999 nur noch für den Güterverkehr genutzt wird und eine Teilstrecke der Petersburg-Warschauer Eisenbahn ist. Der ehemalige Haltepunkt Malnava befindet sich in Kārsava und besteht aus einem einstöckigen Holzgebäude.
- Kārsava liegt an der Autoceļš A13, die als Teil der Europastraße 262 von Medumi aus Richtung Litauen kommend zur Grenze mit Russland bei Grebņova verläuft. In Kārsava treffen die Staatsstraßen 1. Ordnung P45, P48, P49 und P50 zusammen.

## Bauwerke
- Alte Römisch-katholische Kirche Unseren Lieben Frau vom Rosenkranz, Holzbau von 1763[2]
- Neue Römisch-katholische Kirche Unserer Lieben Frau vom Rosenkranz, erbaut von 1932 bis zur Bauunterbrechung 1940, fertiggestellt von 1995 bis 2003
- Lutherische Auferstehungskirche, erbaut von 1937 bis 1939 im neugotischen Stil. Die Kirche wurde von 1965 bis 1991 unter Beseitigung des Turms als Kino genutzt und seitdem wieder von der lutherischen Gemeinde als Gotteshaus[3][4].
- Russisch-orthodoxe Kirche der Heiligen Euphrosyne von Polazk, erbaut 1912 und 1917 bis 1918, 1985 rekonstruiert[5]
- Kulturhaus aus den 1950er Jahren
- Friedhofskapelle aus dem 19. Jahrhundert

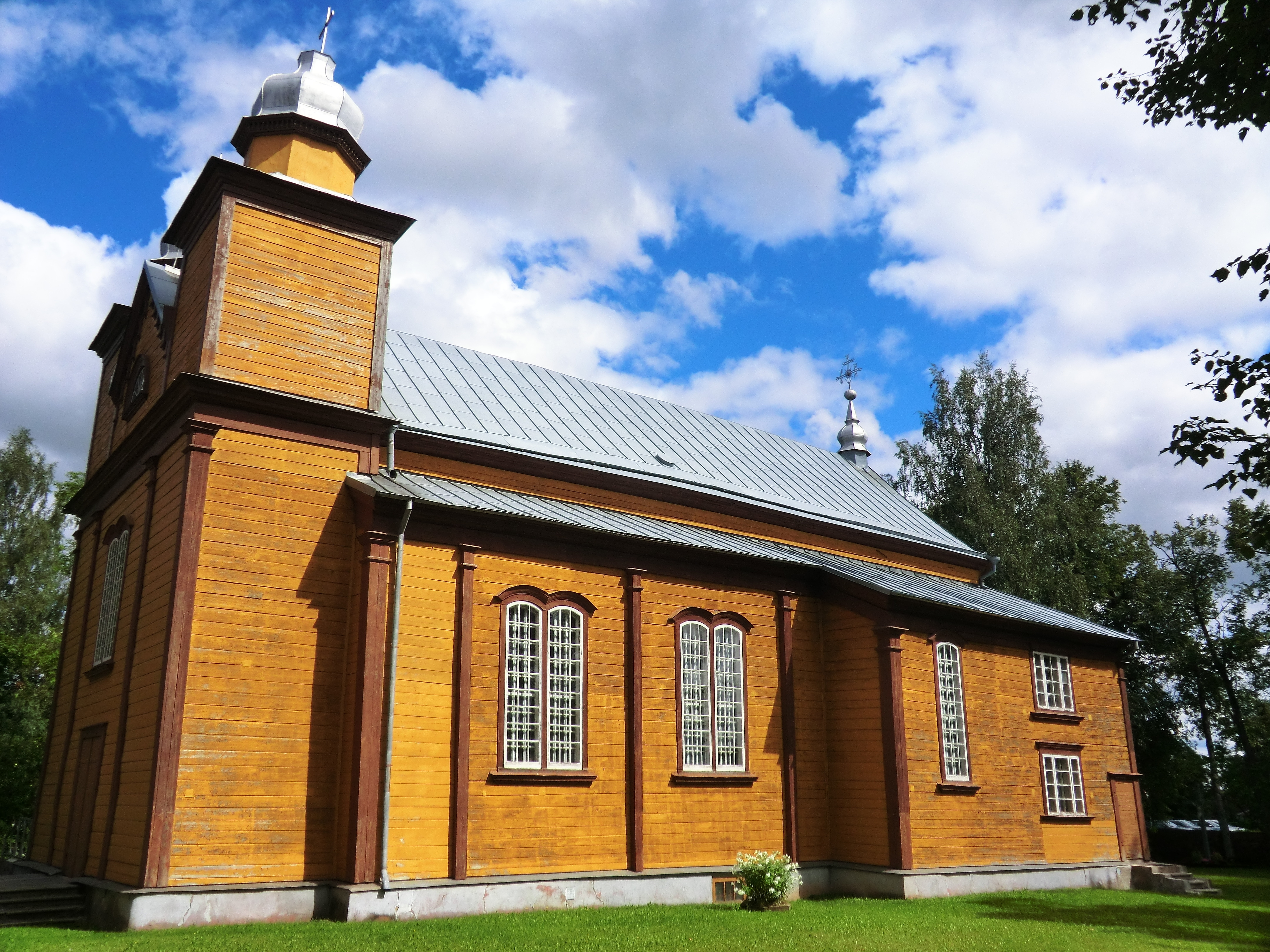
Alte Katholische Kirche
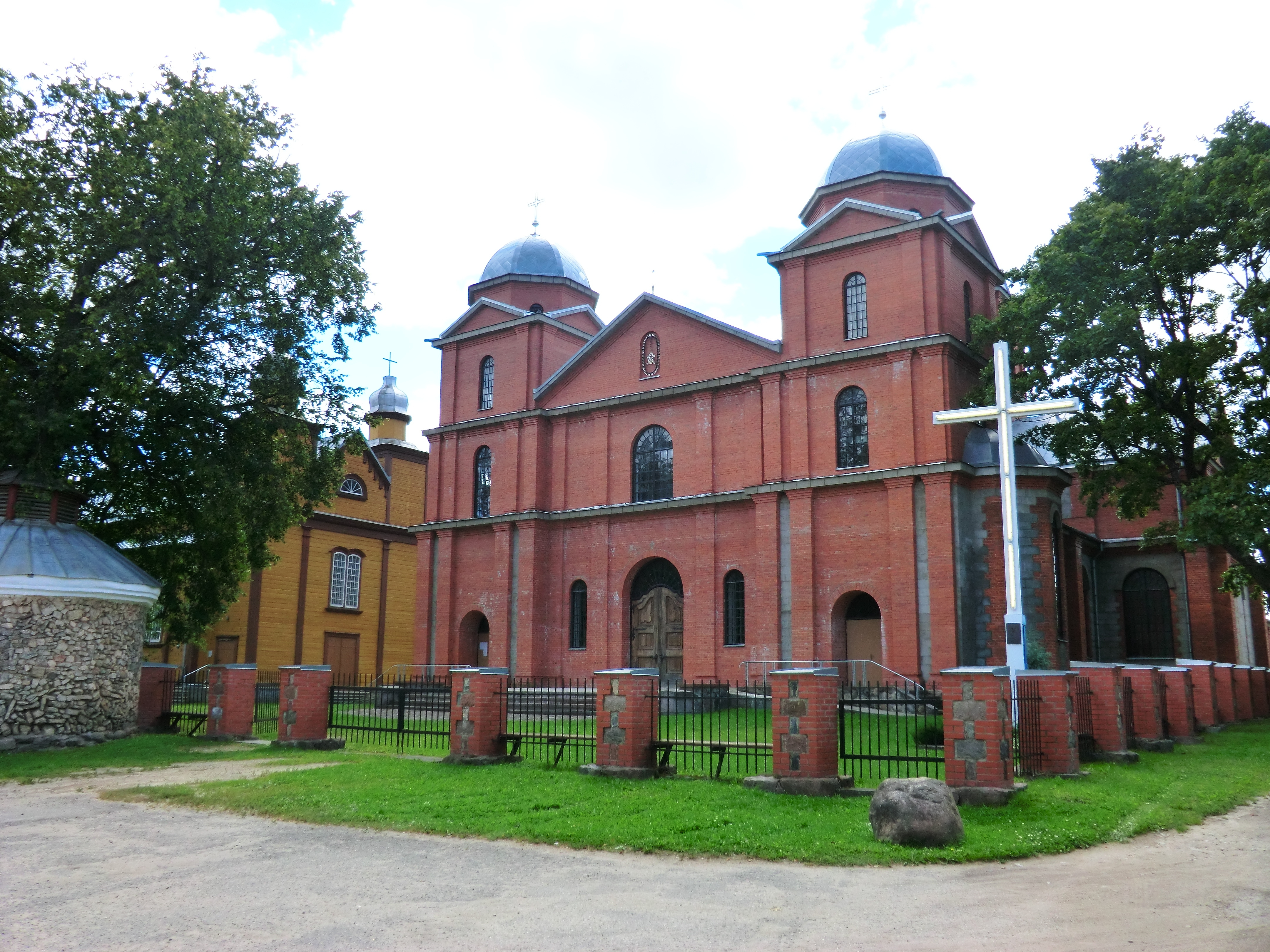
Neue Katholische Kirche
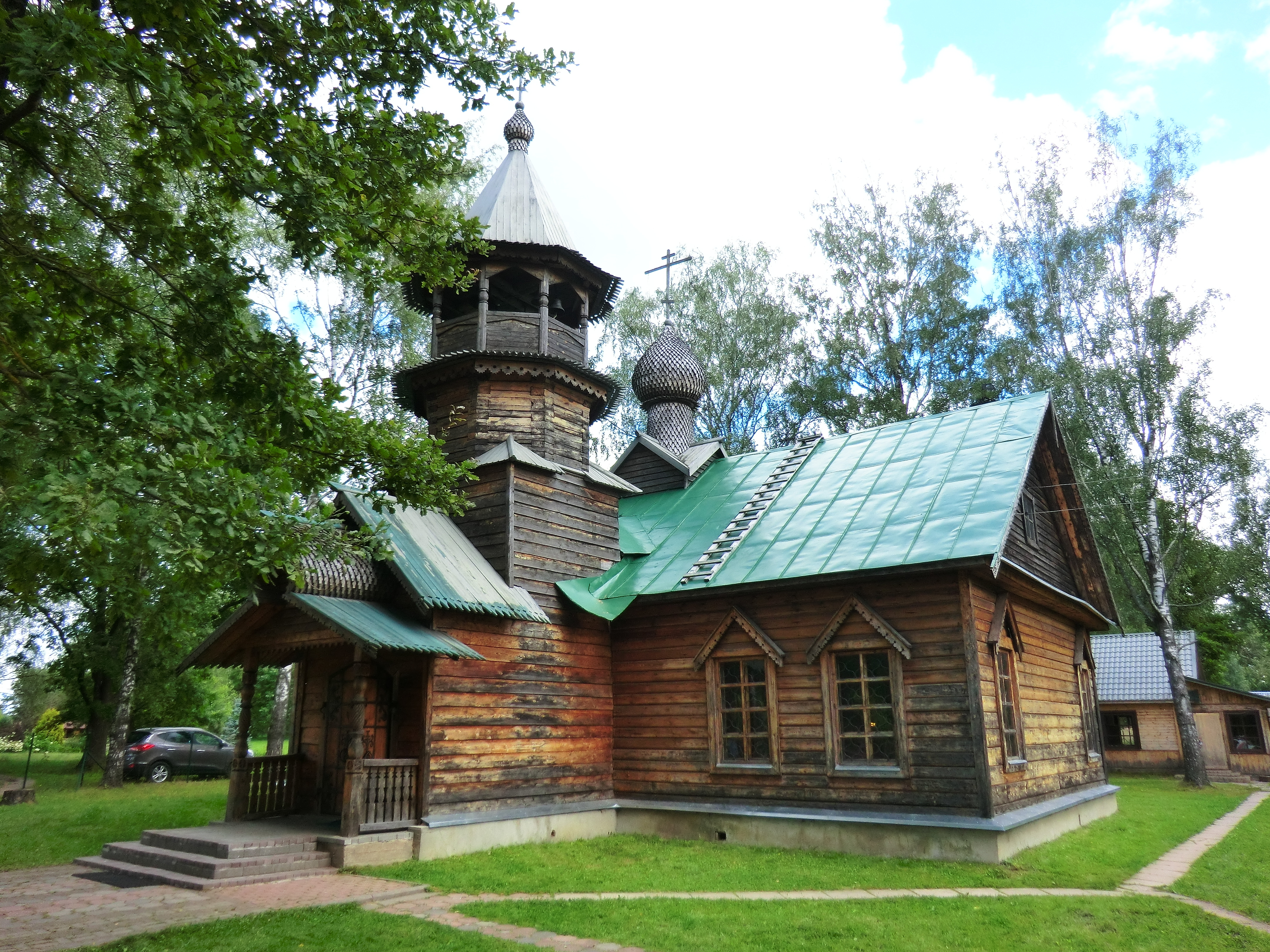
Orthodoxe Kirche
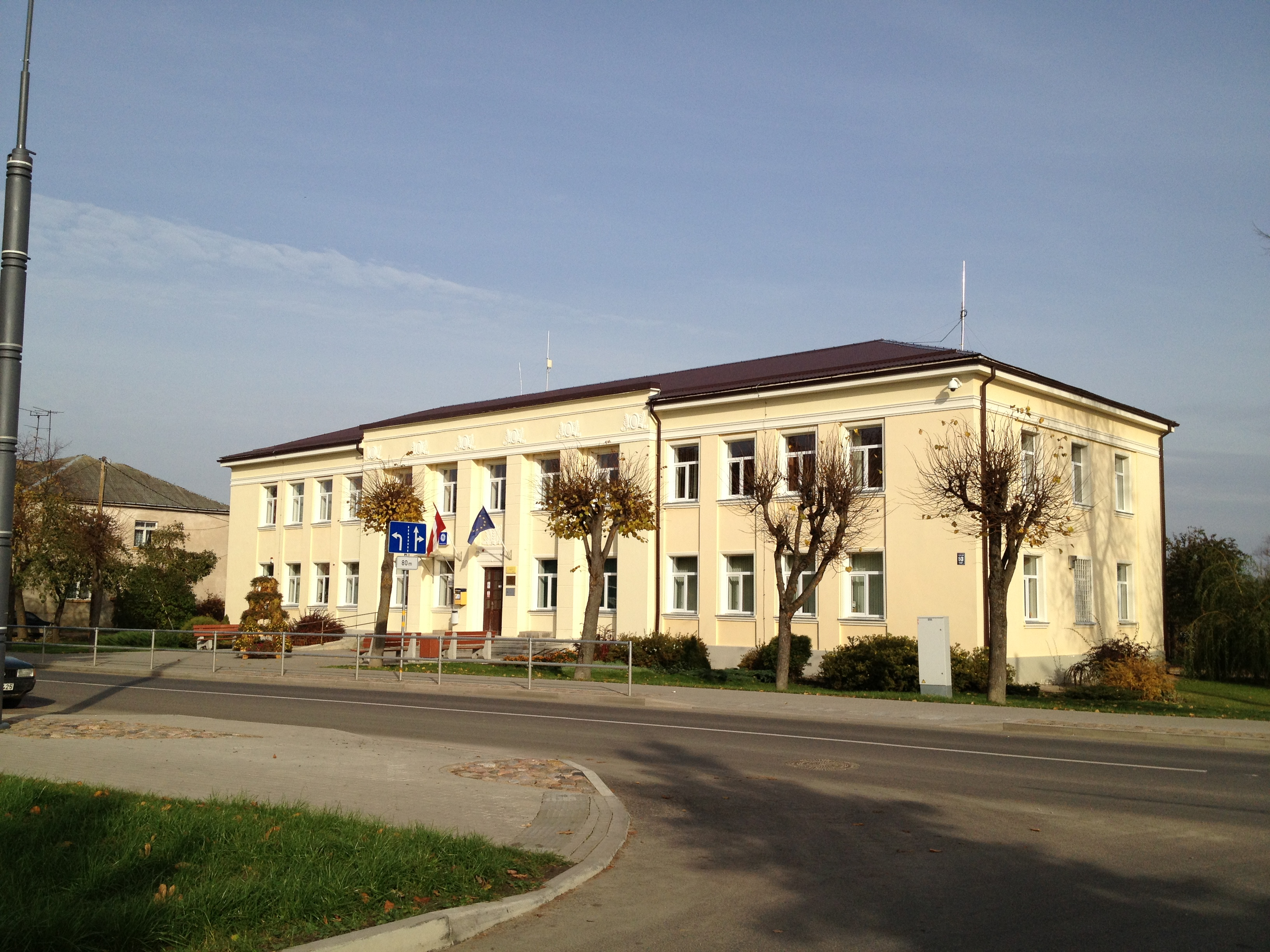
Gemeindeverwaltung Kārsava
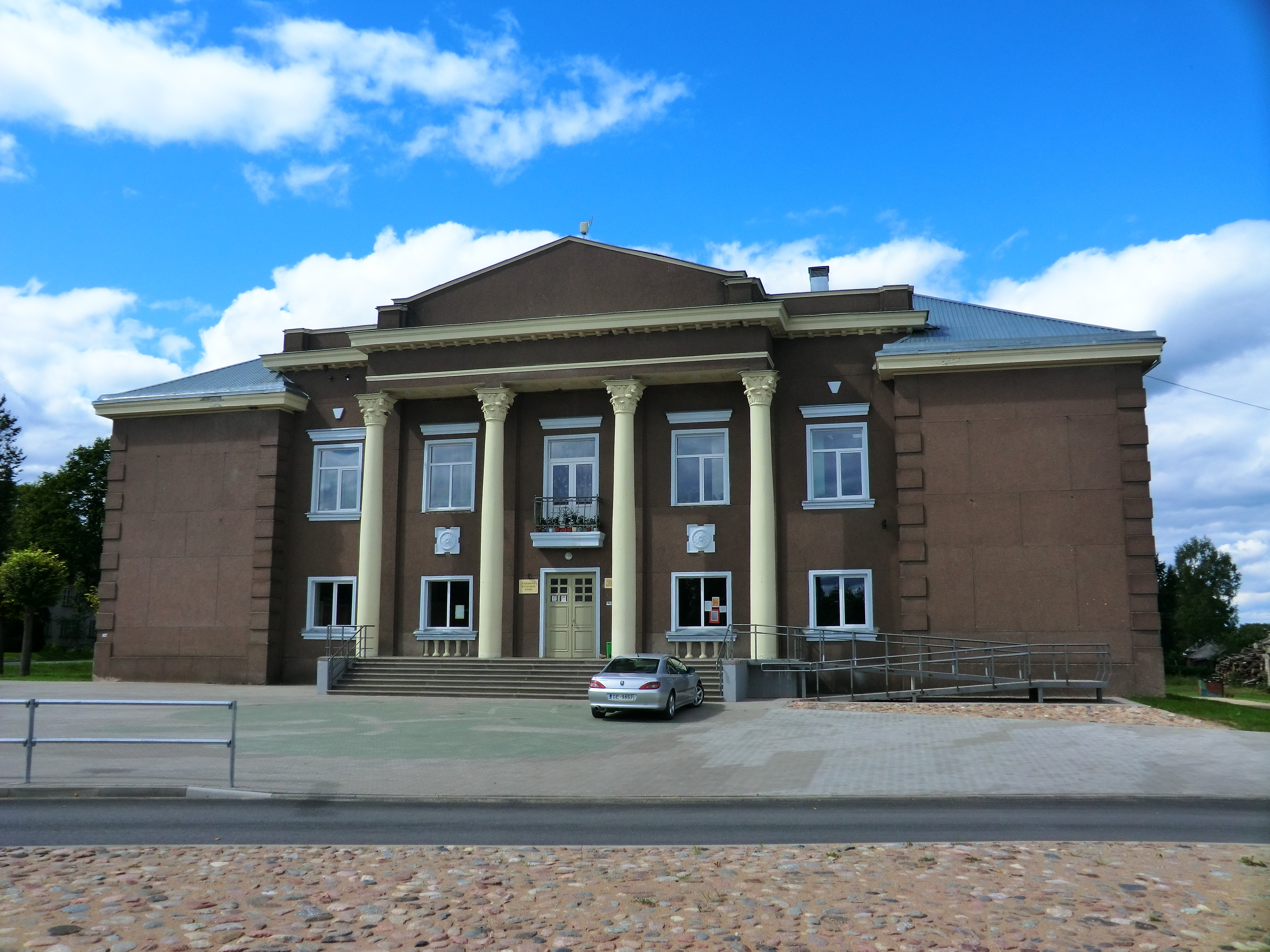
Kulturhaus
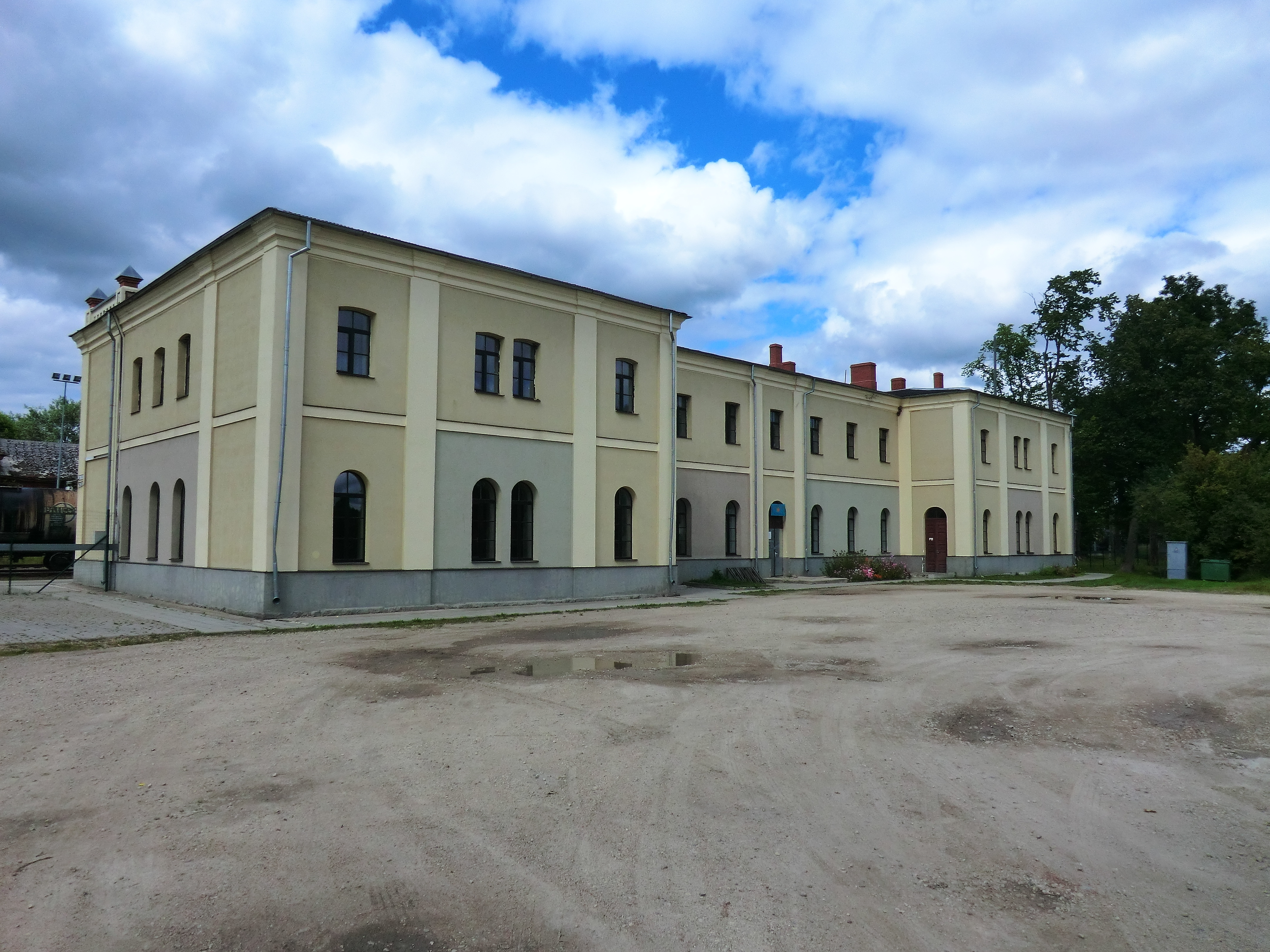
Bahnhof Kārsava
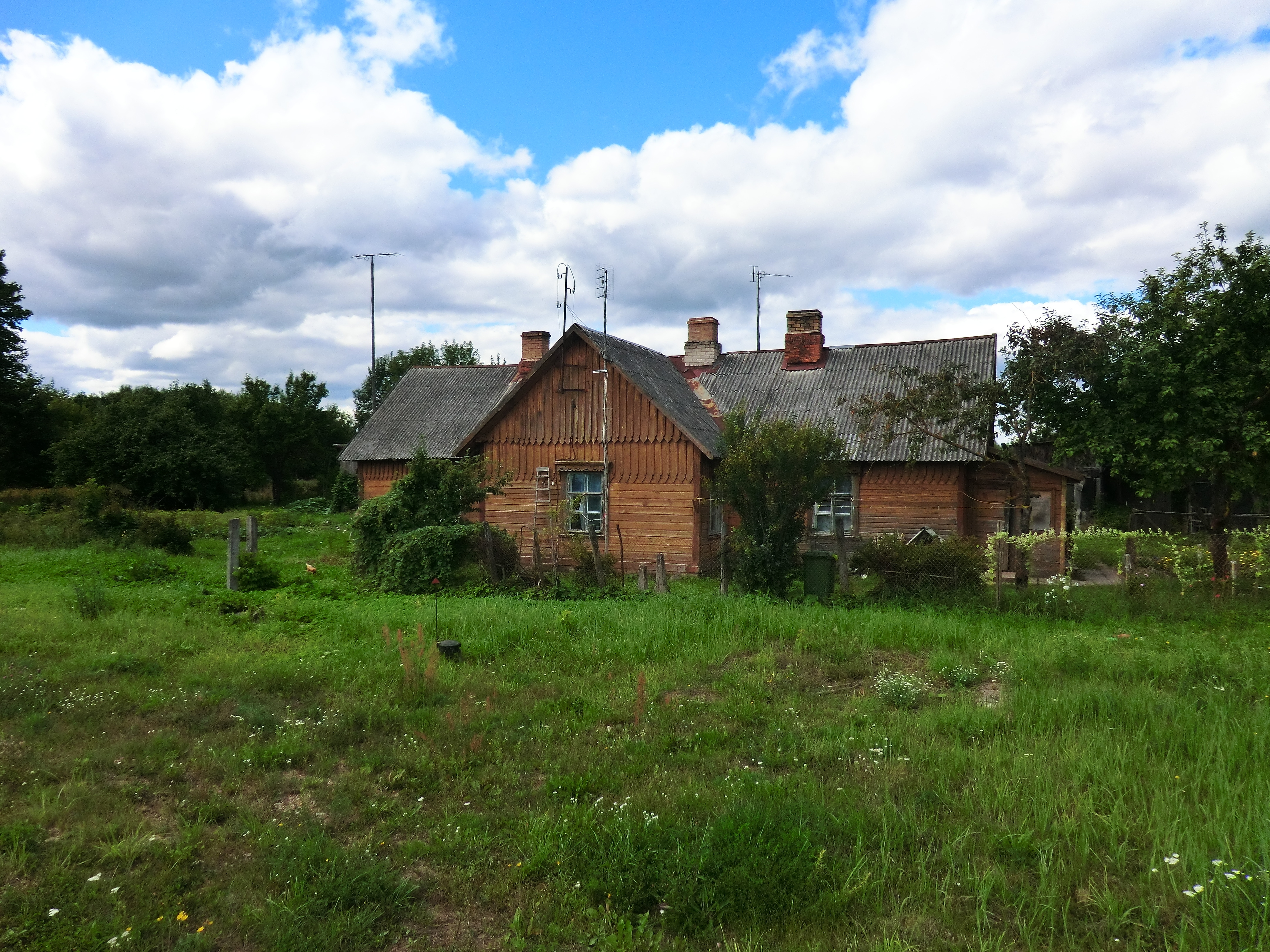
Ehemaliger Eisenbahnhaltepunkt Malnava in Kārsava
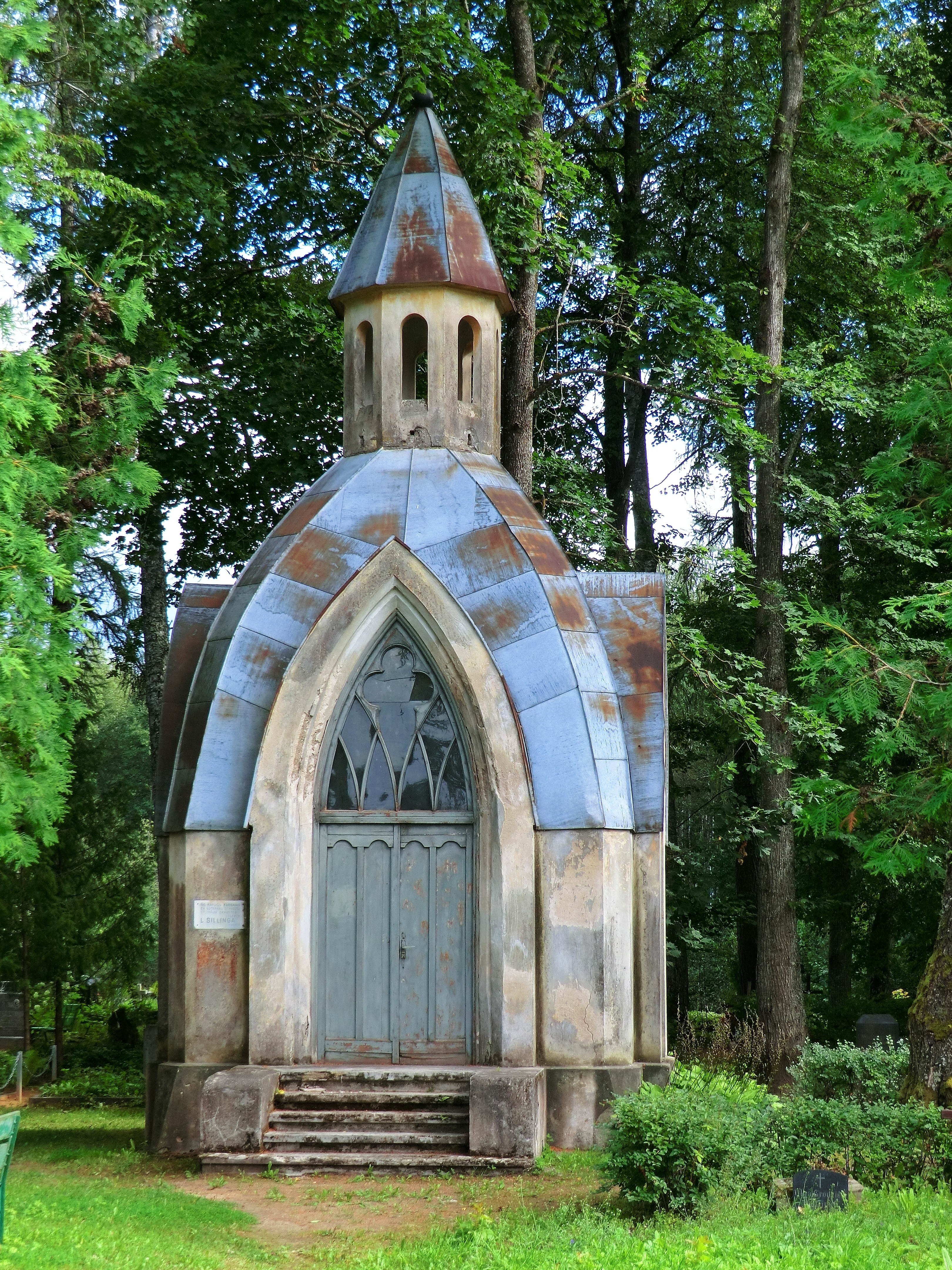
Friedhofskapelle